# Serie A 2013-2014 (calcio a 5 femminile)
La Serie A 2013-2014 è stata la 3ª edizione del campionato di Serie A e la 21ª manifestazione nazionale che assegnasse il titolo di campione d'Italia. La stagione regolare ha preso avvio il 29 settembre 2013 per concludersi il 13 aprile 2014, prolungandosi fino all'8 giugno con la disputa delle partite di spareggio. Per ogni girone sono qualificate ai play-off scudetto le società classificatesi dal 1º al 5º posto al termine della stagione regolare; l'ultimo posto disponibile è attribuito alla squadra miglior classificata tra le squadre classificate al 6º posto dei tre gironi. Retrocedono nei campionati regionali complessivamente 9 squadre: per ogni girone, le società classificate agli ultimi due posti e le perdenti dei play-out disputati tra undicesima e dodicesima classificata.

## Girone A

### Partecipanti
Preso atto della rinuncia di Città di Breganze e Real Lions Ancona, il consiglio direttivo della Divisione ha deliberato il ripescaggio di Areasport Verona e Perugia.

### Classifica[3]
|  | Pos. | Squadra          | Pt | G  | V  | N | P  | GF  | GS  | DR   |
|  | ---- | ---------------- | -- | -- | -- | - | -- | --- | --- | ---- |
|  | 1.   | Sinnai           | 63 | 26 | 21 | 0 | 3  | 123 | 58  | +65  |
|  | 2.   | Isolotto         | 59 | 26 | 19 | 2 | 5  | 115 | 51  | +64  |
|  | 3.   | Portos           | 58 | 26 | 18 | 4 | 4  | 111 | 48  | +63  |
|  | 4.   | Sporteam Vicenza | 54 | 26 | 17 | 3 | 6  | 139 | 80  | +59  |
|  | 5.   | Kick Off         | 54 | 26 | 17 | 3 | 6  | 96  | 59  | +37  |
|  | 6.   | Falconara        | 48 | 26 | 15 | 3 | 8  | 99  | 65  | +34  |
|  | 7.   | Lupe             | 41 | 26 | 12 | 5 | 9  | 78  | 58  | +20  |
|  | 8.   | Perugia          | 40 | 26 | 12 | 4 | 10 | 74  | 81  | -7   |
|  | 9.   | Mojito Torino    | 24 | 26 | 7  | 3 | 16 | 73  | 101 | -28  |
|  | 10.  | PSN Padova       | 23 | 26 | 7  | 2 | 17 | 54  | 100 | -46  |
|  | 11.  | Thienese         | 22 | 26 | 7  | 1 | 18 | 61  | 89  | -28  |
|  | 12.  | Tratalias        | 18 | 26 | 5  | 3 | 18 | 42  | 99  | -57  |
|  | 13.  | Decima SC        | 16 | 26 | 4  | 4 | 18 | 67  | 131 | -64  |
|  | 14.  | Areasport Verona | 7  | 26 | 2  | 1 | 23 | 28  | 140 | -112 |

### Verdetti
- Perugia non iscritto al campionato di Serie A 2014-2015; Decima Sport Camp retrocesso ma successivamente ripescato a completamento d'organico.
- Areasport e, dopo i play-out, Tratalias retrocessi nei campionati regionali[5]

## Girone B

### Partecipanti
Preso atto della rinuncia dell'Atletico Ardea, il consiglio direttivo della Divisione ha deliberato il ripescaggio della FB5 Team Roma. Durante l'estate il Ceprano ha cambiato denominazione in "Città di Sora Femminile" mentre la Nuova Focus si è fusa con il Donia per dare vita alla "Nuova Focus Donia", traslocando da Foggia a Manfredonia.

### Classifica[3]
|  | Pos. | Squadra         | Pt | G  | V  | N | P  | GF  | GS  | DR   |
|  | ---- | --------------- | -- | -- | -- | - | -- | --- | --- | ---- |
|  | 1.   | Lazio Femminile | 78 | 26 | 26 | 0 | 0  | 312 | 31  | +281 |
|  | 2.   | Montesilvano    | 66 | 26 | 22 | 0 | 4  | 140 | 49  | +91  |
|  | 3.   | AZ Gold         | 61 | 26 | 20 | 1 | 5  | 134 | 51  | +83  |
|  | 4.   | Ternana         | 56 | 26 | 18 | 2 | 6  | 171 | 54  | +117 |
|  | 5.   | L'Acquedotto    | 52 | 26 | 17 | 1 | 8  | 117 | 55  | +62  |
|  | 6.   | Virtus Roma     | 49 | 26 | 16 | 1 | 9  | 95  | 79  | +16  |
|  | 7.   | Olimpus         | 32 | 26 | 10 | 2 | 14 | 91  | 101 | -10  |
|  | 8.   | Sora            | 31 | 26 | 9  | 4 | 13 | 79  | 107 | -28  |
|  | 9.   | Focus Donia     | 29 | 26 | 9  | 2 | 15 | 63  | 108 | -45  |
|  | 10.  | FB5 Roma        | 25 | 26 | 8  | 1 | 17 | 50  | 139 | -89  |
|  | 11.  | Salinis         | 20 | 26 | 6  | 2 | 18 | 60  | 143 | -83  |
|  | 12.  | Napoli          | 19 | 26 | 6  | 1 | 19 | 65  | 155 | -90  |
|  | 13.  | Purenergy Eboli | 13 | 26 | 3  | 4 | 19 | 46  | 154 | -108 |
|  | 14.  | Florida         | 4  | 26 | 1  | 1 | 24 | 19  | 216 | -197 |

### Verdetti
- Lazio Femminile campione d'Italia 2013-2014.
- AZ Gold Woman, Nuova Focus Donia e Virtus Roma non iscritte al campionato di Serie A 2014-15; Napoli retrocesso dopo i play-out ma successivamente ripescato a completamento d'organico.
- Florida e Purenergy Eboli retrocessi nei campionati regionali[5].

## Girone C
Preso atto della rinuncia del Parrocchia Ganzirri, il consiglio direttivo della Divisione ha deliberato il ripescaggio del CUS Potenza. Durante l'estate la Jordan Aufugum ha mutato la propria denominazione sociale in "Jordan Montalto Uffugo".

### Classifica[3]
|  | Pos. | Squadra            | Pt | G  | V  | N | P  | GF  | GS  | DR   |
|  | ---- | ------------------ | -- | -- | -- | - | -- | --- | --- | ---- |
|  | 1.   | Real Statte        | 76 | 26 | 25 | 1 | 0  | 200 | 14  | +186 |
|  | 2.   | Sporting Locri     | 67 | 26 | 22 | 1 | 3  | 141 | 48  | +93  |
|  | 3.   | Salandra           | 65 | 26 | 21 | 2 | 3  | 164 | 37  | +127 |
|  | 4.   | Pro Reggina        | 47 | 26 | 15 | 2 | 9  | 133 | 74  | +59  |
|  | 5.   | Castellana Grotte  | 46 | 26 | 15 | 1 | 10 | 89  | 72  | +17  |
|  | 6.   | Catanzaro          | 44 | 26 | 14 | 2 | 10 | 97  | 69  | +28  |
|  | 7.   | CUS Palermo        | 44 | 26 | 14 | 2 | 10 | 90  | 69  | +21  |
|  | 8.   | Le Formiche        | 36 | 26 | 12 | 0 | 14 | 78  | 66  | +12  |
|  | 9.   | Vittoria           | 30 | 26 | 9  | 3 | 14 | 96  | 106 | -10  |
|  | 10.  | Rionero            | 21 | 26 | 6  | 3 | 17 | 80  | 122 | -42  |
|  | 11.  | CUS Potenza        | 16 | 26 | 5  | 1 | 20 | 76  | 128 | -52  |
|  | 12.  | Jordan Aufugum     | 14 | 26 | 5  | 0 | 21 | 59  | 188 | -133 |
|  | 13.  | Atletico Belvedere | 14 | 26 | 4  | 2 | 20 | 48  | 278 | -230 |
|  | 14.  | Five Molfetta      | 0  | 26 | 5  | 0 | 21 | 46  | 126 | -80  |

### Verdetti
- Castellana Grotte, Catanzaro, CUS Palermo, Pro Reggina non iscritti al campionato di Serie A 2014-15.
- Five Molfetta escluso dal campionato dopo la quarta rinuncia (14ª giornata). Tutte le gare residuali in calendario sono state considerate perse con il punteggio di 0-6 a favore della società antagonista[10].
- Atletico Belvedere e, dopo i play-out, Jordan Montalto Uffugo retrocessi nei campionati regionali[5].

## Play-off
Ottavi, quarti e semifinali prevedono incontri a eliminazione diretta con gare di andata e ritorno, questi ultimi disputati in casa delle squadre meglio classificate al termine della stagione regolare. Al termine degli incontri sono dichiarate vincenti le squadre, che nelle due partite, hanno ottenuto il maggior punteggio ovvero a parità di punteggio la squadra che avrà realizzato il maggior numero di reti. Qualora al termine della seconda gara le due squadre risultino in una condizione di complessiva parità, indipendentemente dalle reti segnate in casa o in trasferta, si giocano due tempi supplementari di cinque minuti ciascuno. Qualora anche al termine di questi permanesse la parità, sono previsti i tiri di rigore. Gli accoppiamenti sono stati determinati tramite sorteggio effettuato in data 22 settembre 2013.

### Ottavi di finale
Gli incontri di andata si sono disputati il 23 aprile, quelli di ritorno il 27 aprile 2014 a campi invertiti.
| Squadra 1         | Totale  | Squadra 2       | Andata | Ritorno |
| ----------------- | ------- | --------------- | ------ | ------- |
| Virtus Roma       | 4 - 10  | Sinnai          | 0 - 2  | 4 - 8   |
| Castellana Grotte | 1 - 30  | Lazio Femminile | 1 - 15 | 0 - 15  |
| Kick Off          | 6 - 1   | Real Statte     | 3 - 0  | 3 - 1   |
| L'Acquedotto      | 4 - 9   | Isolotto        | 1 - 1  | 3 - 8   |
| Pro Reggina       | 2 - 10  | Montesilvano    | 1 - 2  | 1 - 8   |
| Ternana           | 17 - 6  | Sporting Locri  | 7 - 2  | 10 - 4  |
| AZ Gold           | 8 - 4   | Portos          | 4 - 1  | 4 - 3   |
| Sporteam Vicenza  | 12 - 18 | Salandra        | 8 - 4  | 4 - 14  |

### Quarti di finale
Gli incontri di andata si sono disputati il 2 e il 4 maggio, quelli di ritorno il 9 e l'11 maggio 2014 a campi invertiti.
| Squadra 1 | Totale | Squadra 2       | Andata | Ritorno    |
| --------- | ------ | --------------- | ------ | ---------- |
| Salandra  | 4 - 9  | Sinnai          | 2 - 3  | 2 - 6      |
| AZ Gold   | 7 - 17 | Lazio Femminile | 3 - 10 | 4 - 7      |
| Kick Off  | 3 - 5  | Isolotto        | 1 - 1  | 2 - 4      |
| Ternana   | 9 - 8  | Montesilvano    | 4 - 2  | 5 -6 (dts) |

### Semifinali
Gli incontri di andata si sono disputati il 18 maggio, quelli di ritorno il 25 maggio 2014 a campi invertiti.
| Squadra 1 | Totale | Squadra 2       | Andata | Ritorno |
| --------- | ------ | --------------- | ------ | ------- |
| Sinnai    | 5 - 15 | Lazio Femminile | 4 - 11 | 1 - 4   |
| Ternana   | 10 - 7 | Isolotto        | 4 - 2  | 6 - 5   |

### Finale
La finale si disputa al meglio delle tre gare: la prima si effettua in casa della squadra peggio classificata al termine della stagione regolare, la seconda e l'eventuale terza in casa della squadra meglio classificata. È dichiarata campione d’Italia la squadra che nelle due
partite di andata e ritorno avrà ottenuto il maggior numero di punti. In caso di parità di punti tra le due squadre al termine delle due gare, indipendentemente dalla differenza reti, si disputa una terza gara di spareggio. Al termine di questa, sarà dichiarata vincente la squadra che ottiene il maggior punteggio. In caso di parità al termine della eventuale terza gara si giocano due tempi supplementari di 5 minuti ciascuno e, qualora sia necessario, i tiri di rigore.

#### Gara 1
| Arbitri: | Andrea Giada (Mestre) Giuseppe Di Gregorio (Enna) |
| Crono:   | Salvatore Minichini (Ercolano)                    |

|            |           |                                                                                   |
| Amparo 32’ | Marcatori | 5'15'’, 6'05'’, 20'40'’, 20'50'’ Luciléia 10'07'’, 39'53'’ Siclari 32'57'’ Blanco |

#### Gara 2
| Arbitri: | Rocco De Francesco (Bari) Pierluigi Bedendo (Rovigo) |
| Crono:   | Simonetta Romanello (Padova)                         |

| |           |                                                                                            |
| Luciléia 2'14'’, 24'31'’, 31'45'’ Gayardo 2'33'’, 31'15'’, 33'51'’, 35'44'’ Naná 11'59'’ Violi 19'16'’ Blanco 21'25'’, 40’ Siclari 28'12'’ | Marcatori | 6'04'’, 22'57'’, 30'38'’ Patri Jornet 13'10'’, 14'59'’ Amparo 29'04'’, 32'02'’ Jessiquinha |

## Play-out
Gli incontri sono disputati con gare di andata e ritorno, quest'ultimo effettuato in casa dell'undicesima classificata. Al termine degli incontri è dichiarata vincente la squadra che nelle due partite ottiene il maggior punteggio ovvero a parità di punteggio la squadra che
avrà realizzato il maggior numero di reti. Qualora al termine della seconda gara le due squadre risultino in una condizione di complessiva parità, indipendentemente dalle reti segnate in casa o in trasferta, si giocano due tempi supplementari di cinque minuti ciascuno. Qualora anche al termine di questi permanesse la parità, è considerata vincente l'undicesima classificata. Le gare di andata si sono disputate tra il 26 e il 29 aprile, quelle di ritorno il 4 e l'11 maggio 2014 a campi invertiti.
| Squadra 1      | Totale | Squadra 2   | Andata | Ritorno |
| -------------- | ------ | ----------- | ------ | ------- |
| Tratalias      | 3 - 7  | Thienese    | 3 - 4  | 0 - 3   |
| Napoli         | 6 - 8  | Salinis     | 4 - 3  | 2 - 5   |
| Jordan Aufugum | 6 - 7  | CUS Potenza | 2 - 3  | 4 - 4   |

## Coppa Italia
La fase finale della Coppa Italia femminile si è svolta tra il PalaRoma di Montesilvano e il Palasport Giovanni Paolo II di Pescara dal 14 al 16 marzo 2014, in contemporanea con la disputa degli incontri dei trofei maschili riservate alle formazioni di Serie A e Under-21.
|  | Quarti di finale | Quarti di finale | Quarti di finale |                 |         | Semifinali | Semifinali | Semifinali |  |  | Finale | Finale | Finale |  |
|  |                  |                  |                  |                 |         |            |            |            |  |  |        |        |        |  |
|  | 1C               | Real Statte      | 3 (6)            |                 |         |            |            |            |  |  |        |        |        |  |
|  | 1C               | Real Statte      | 3 (6)            |                 |         |            |            |            |  |  |        |        |        |  |
|  | 4B               | Ternana          | 3 (7)            |                 |         |            |            |            |  |  |        |        |        |  |
|  | 4B               | Ternana          | 3 (7)            |                 | Ternana | Ternana    | 3          |            |  |  |        |        |        |  |
|  |                  |                  |                  |                 | Ternana | Ternana    | 3          |            |  |  |        |        |        |  |
|  |                  |                  | Sinnai           | Sinnai          | 1       |            |            |            |  |  |        |        |        |  |
|  | 1A               | Sinnai           | Sinnai           | Sinnai          | 1       | 6          |            |            |  |  |        |        |        |  |
|  | 1A               | Sinnai           |                  |                 |         |            |            |            |  |  |        |        |        |  |
|  | 2C               | Sporting Locri   | 2                |                 |         |            |            |            |  |  |        |        |        |  |
|  | 2C               | Sporting Locri   | 2                |                 | Ternana | Ternana    | 1          |            |  |  |        |        |        |  |
|  |                  |                  |                  |                 |         |            |            |            |  |  |        |        |        |  |
|  |                  |                  | Lazio Femminile  | Lazio Femminile | 7       |            |            |            |  |  |        |        |        |  |
|  | 2B               | AZ Gold          | Lazio Femminile  | Lazio Femminile | 7       | 2          |            |            |  |  |        |        |        |  |
|  | 2B               | AZ Gold          |                  |                 |         |            |            |            |  |  |        |        |        |  |
|  | 3A               | Portos           | 1                |                 |         |            |            |            |  |  |        |        |        |  |
|  | 3A               | Portos           | 1                |                 | AZ Gold | AZ Gold    | 4          |            |  |  |        |        |        |  |
|  |                  |                  |                  |                 | AZ Gold | AZ Gold    | 4          |            |  |  |        |        |        |  |
|  |                  |                  | Lazio Femminile  | Lazio Femminile | 7       |            |            |            |  |  |        |        |        |  |
|  | 1B               | Lazio Femminile  | Lazio Femminile  | Lazio Femminile | 7       | 1 (6)      |            |            |  |  |        |        |        |  |
|  | 1B               | Lazio Femminile  |                  |                 |         |            |            |            |  |  |        |        |        |  |
|  | 3B               | Montesilvano     | 1 (5)            |                 |         |            |            |            |  |  |        |        |        |  |

## Supercoppa italiana
La 9ª edizione della Supercoppa italiana ha opposto le campionesse d'Italia della AZ Gold Women e le detentrici della Coppa Italia del Sinnai.
| Arbitri: | Rocco De Francesco (Bari) Sue Ellen Salvatore (Gallarate) |
| Crono:   | Eleonora Del Giacco (Nola)                                |

|                                         |           |                                        |
| Ribeiro 12'44'’ (aut.) Olivieri 36'48'’ | Marcatori | 26'29'’, 28'58'’ Vieira 35'46'’ Guaime |